# Zámecký pivovar v Litomyšli
Zámecký pivovar v Litomyšli v okrese Svitavy je součástí rozsáhlého památkově chráněného areálu litomyšlského zámku, který se nachází v centru městské památkové rezervace a který je národní kulturní památkou, od roku 1999 zapsanou na seznamu Světového dědictví UNESCO. Litomyšlský pivovar je rodištěm významného českého hudebního skladatele Bedřicha Smetany.

## Historie
Podle data, dochovaného ve sgrafitové výzdobě na zdi pivovaru, byla renesanční stavba dokončena v roce 1630. Při výstavbě pivovaru bylo částečně využito zdivo starší gotické kapituly, která zde stávala předtím  – dokladem je například zazděný fragment gotického žebra.

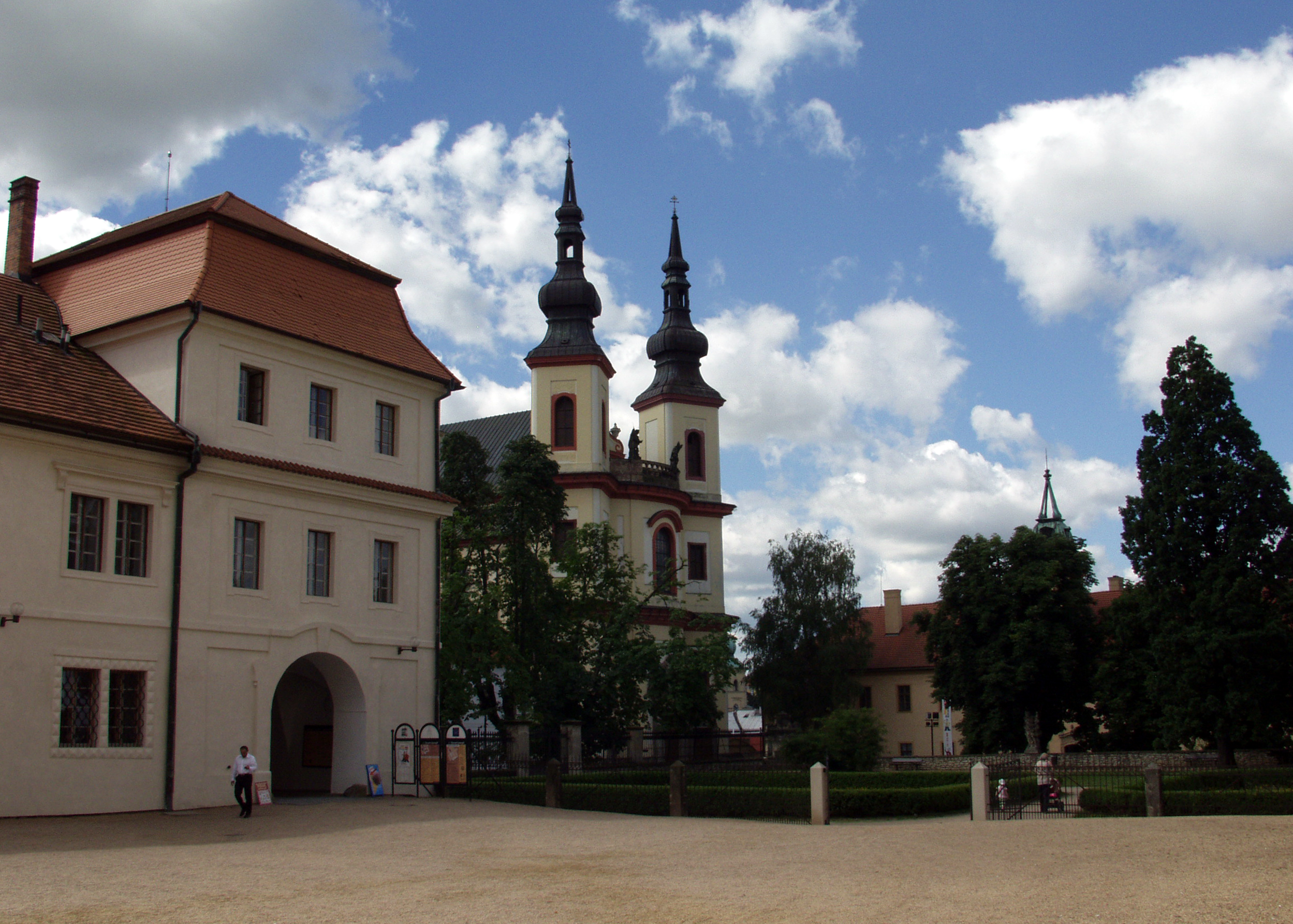
Pohled směrem k piaristickému kostelu Nalezení sv. Kříže

Budova pivovaru byla poté několikrát přestavována. K její nejvýraznější proměně došlo v 1. polovině 18. století, kdy byl pivovar barokně přestavěn podle návrhu architekta Františka Maxmiliána Kaňky. Pivovar získal nové mansardové střechy, monumentální fasádu obrácenou směrem k předzámčí a nový průchod, v ose navazující na hlavní zámeckou bránu. Jižní průčelí pivovaru bylo ještě upravováno v roce 1868 v duchu historismu. V 19. století vznikly také některé přístavby, které poněkud narušily renesančně-barokní koncepci stavby. V rodině Smetanových, kteří užívali byt v přízemních prostorách zámeckého pivovaru, se v roce 1824 narodil budoucí hudební skladatel Bedřich Smetana.
Ke konci 20. století pivovar postupně chátral. Záměr soukromého investora z 90. let 20. století přebudovat pivovar na luxusní hotel byl zamítnut, přednost dostala Evropská aliance YMCA , která předložila plány na vytvoření školícího centra s ubytováním. Vedení města pověřilo rekonstrukcí zámeckého pivovaru předního českého architekta Josefa Pleskota, který považoval všechny dochované prvky z různých historických etap za rovnocenné a tomu podřídil příslušné úpravy. Rekonstrukce proběhla ve dvou etapách, v letech 2004–2006 byly opraveny prostory západně od průchodu, druhá etapa, během níž byla opravena východní část budovy, se uskutečnila v letech 2011 až 2014. V rámci úprav byla ve dvoře umístěna socha Čestmír, dílo sochaře Olbrama Zoubka.

## Popis
Budova pivovaru se nachází v jižní části zámeckého návrší jihovýchodně od zámku. Zděná dvoupodlažní budova na obdélném pudorysu, orientovaná ve směru JZ–SV, je krytá mansardovými, sedlovými a pultovými střechami s pálenou krytinou. Zhruba uprostřed delší strany se nachází otevřený průjezd, který ve směru k zámku je zakončený ozdobným portálem se štítem. Průčelí směrem do dvora má šestnáct okenních os, protější průčelí má os třináct. Jihozápadní štítové průčelí u vstupu do zámeckého areálu má sgrafitovou výzdobu. V přízemí mají prostory valenou klenbu s výsečemi a hřebínky, v některých místnostech jsou klenby doplněny sloupy. Stropy místností v patrech jsou ploché.

## Využití
V budově bývalého zámeckého pivovaru se nachází Evropské školící centrum, hotel a hostel. Poblíž vchodu do zámeckého areálu na jihozápadní straně pivovaru sídlí turistické informační centrum. Rodný byt Bedřicha Smetany je jednou z expozic Regionálního muzea v Litomyšli a slouži jako malé muzeum. Ze severovýchodní strany k bývalému pivovaru přiléhá budova někdejší zámecké jízdárny, v níž byl po náročné rekonstrukci zřízen multifunkční kulturní sál pro 600 návštěvníků.

## Galerie

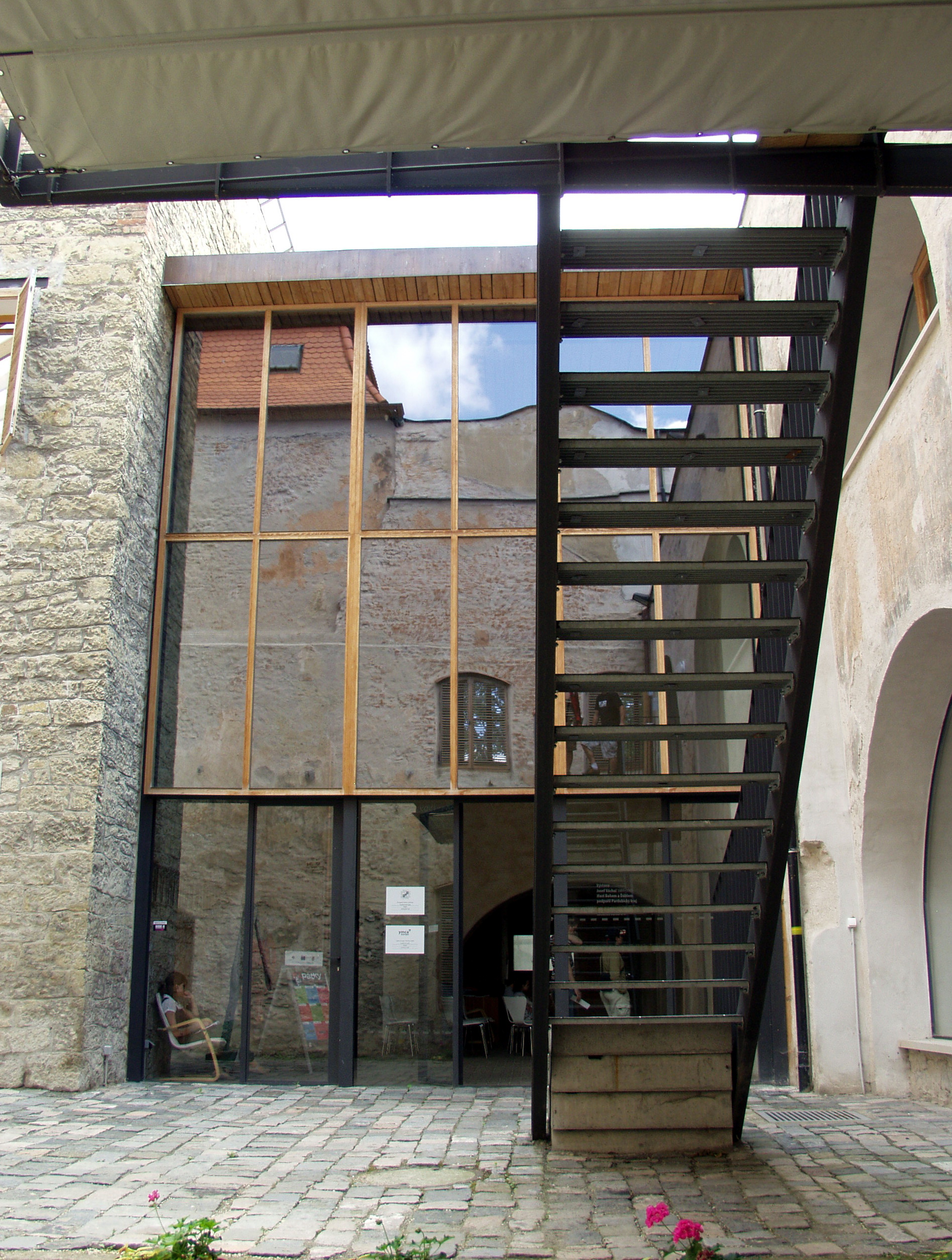
Úpravy po rekonstrukci
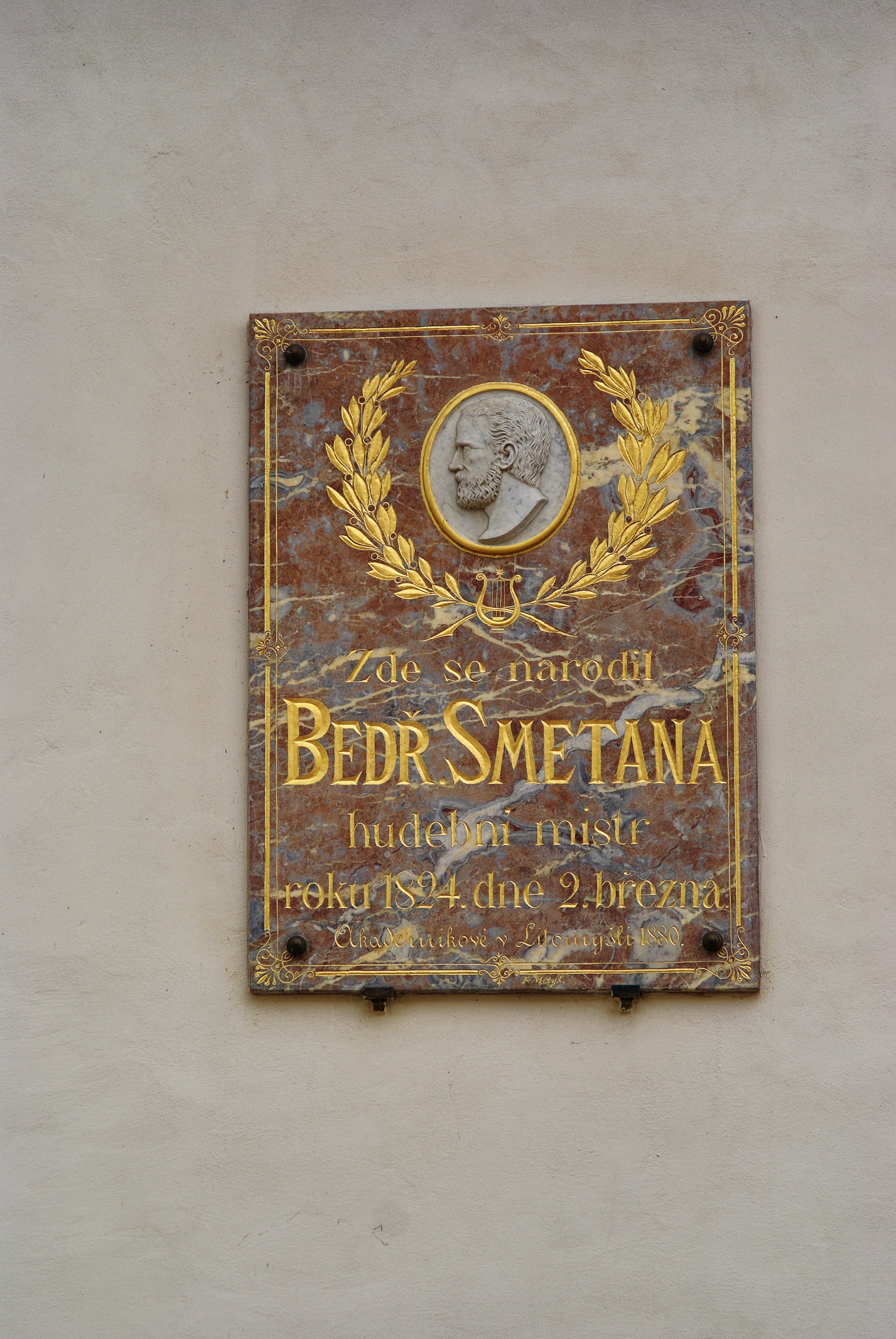
Připomínka rodiště B. Smetany
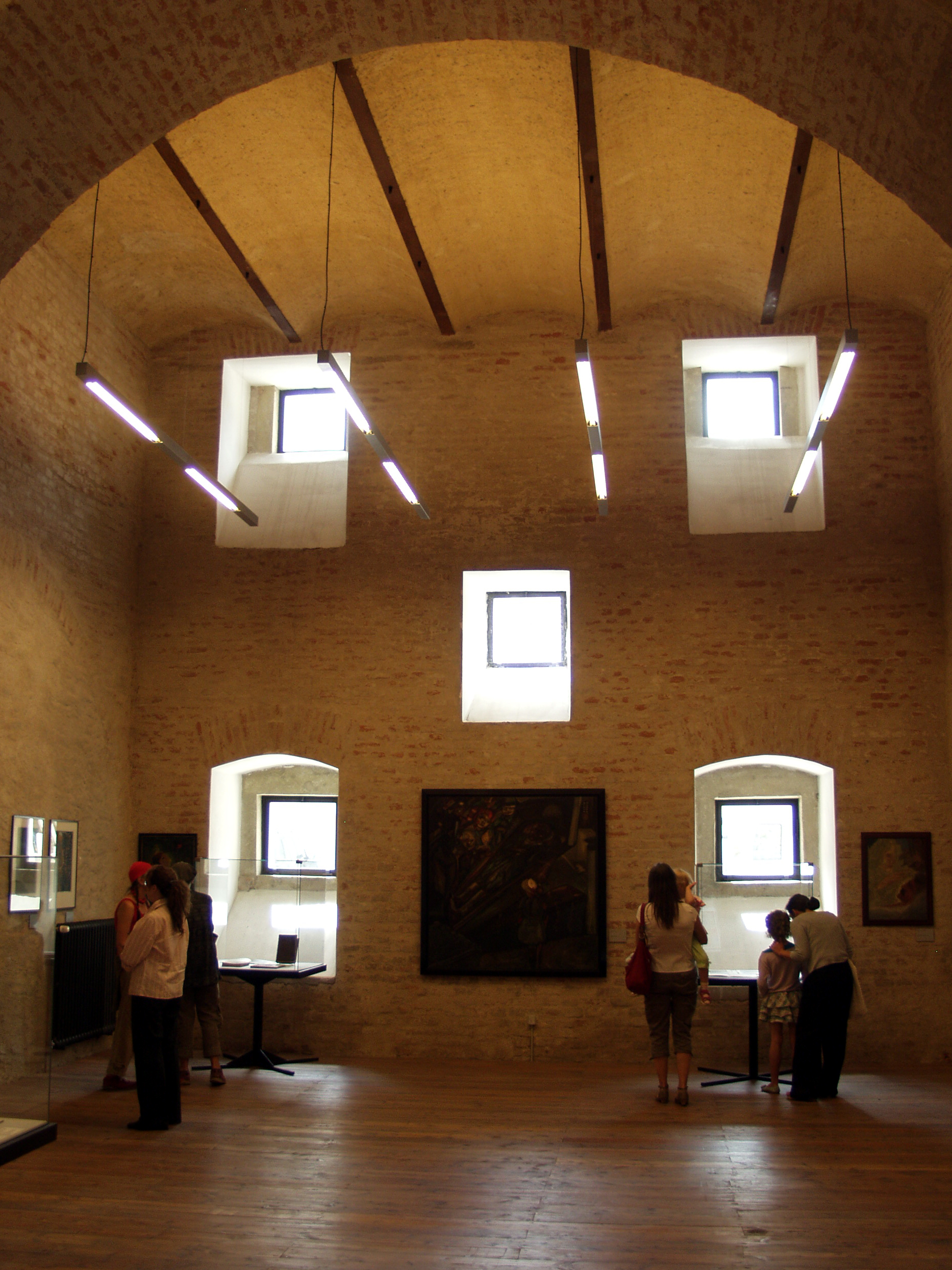
Přestavba interiéru
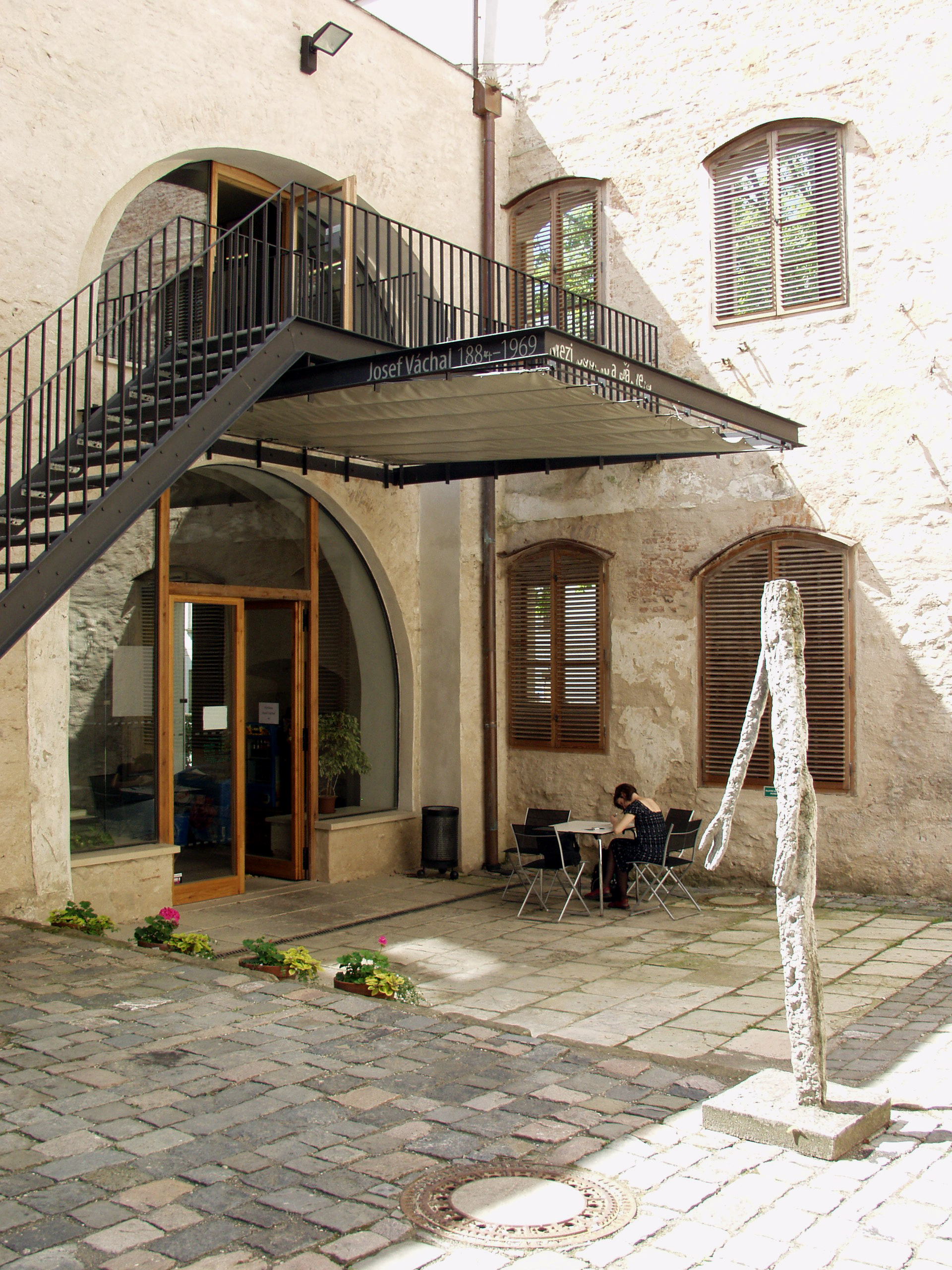
Socha ve dvoře
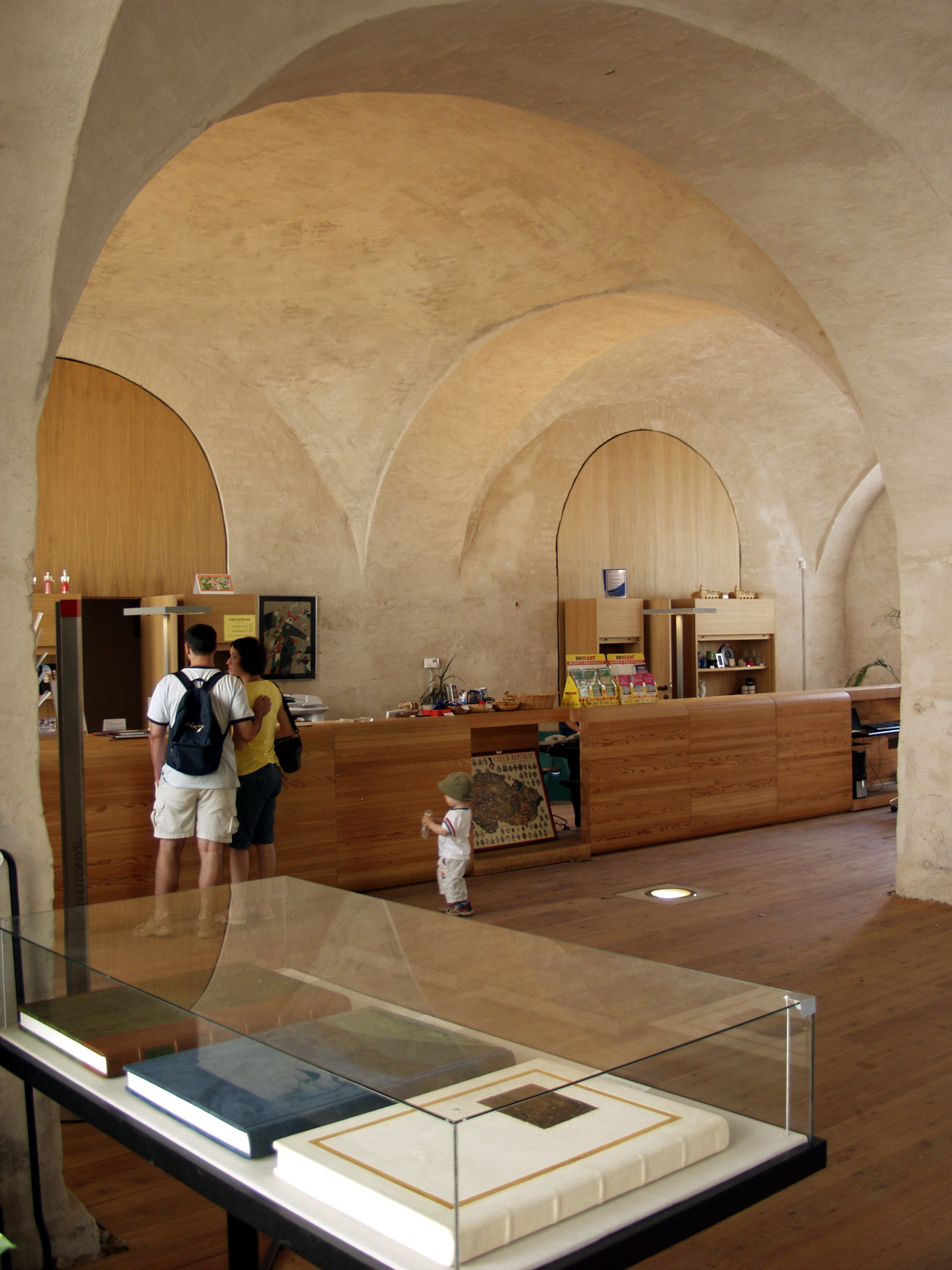
Klenby v přízemí